# Georges Debunne
Georges Debunne (Hofstade, 2 mei 1918 - 22 september 2008) was een Belgisch syndicalist.

## Levensloop
Debunne kwam uit een familie van West-Vlaamse socialistische militanten en was de kleinzoon van volksvertegenwoordiger August Debunne. Hij groeide op te Menen en studeerde voor onderwijzer aan de Normaalschool Charles Buls. Hijzelf werd onderwijzer en sloot zich aan bij de socialistische vakbond. Tijdens de Tweede Wereldoorlog was hij actief in het verzet tegen de Duitse bezetter.
Op twintigjarige leeftijd werd Debunne voorzitter van de socialistische onderwijzersbond van de stad Halle. Op zijn 31ste, in 1947, werd hij verkozen tot algemeen secretaris en in 1956 tot voorzitter van de Algemene Centrale der Openbare Diensten (ACOD). In april 1968 werd hij algemeen secretaris van het Algemeen Belgisch Vakverbond (ABVV) in opvolging van Louis Major.
Als secretaris-generaal van het ABVV vertegenwoordigde hij een strijdbare houding, wat hem onder rechtse politici en journalisten de bijnaam 'Meneer Njet' opleverde. Zijn duidelijk linkse ingesteldheid bewees Debunne ook in 1971, toen hij zich op een ideologisch congres van zijn vakbond uitsprak voor arbeiderscontrole en verregaande structuurhervormingen. Hierin werd hij gesteund door onder andere Jacques Yerna. Deze Luikse vakbondsleider was een prominent medeoprichter van het linkse tendensblad La Gauche binnen de BSP. Tegelijkertijd speelde Debunne een rol in het terugdringen van de invloed van de Kommunistische Partij van België (KPB). Decennia later heeft hij dat echter betreurd.
Zijn naam werd in de jaren zeventig vaak in één adem vermeld met die van Jef Houthuys, zijn evenknie als leider van de christelijke vakbond, alsook die van VBO-topman Raymond Pulinckx tegen wie ze een strijd rond de index voerden. Daarnaast bracht hij met de vrijdagstakingen tegen het Egmontpact in 1977 de Regering-Tindemans IV ten val en verzette hij zich fel tegen de besparingsplannen in de jaren 80.
Met de Tweede Wereldoorlog in het achterhoofd ontwikkelde Debunne een bewust Europees engagement. Daarnaast wilde hij de vakbonden zien meegroeien met de evoluerende economische realiteit. In dit geval de oprichting van de EEG op 1 januari 1958. Vrij vlug vond hij het noodzakelijk om de vakbondsacties in de zes oprichtende landen te coördineren. Gedurende de jaren zestig bepleitte hij dit regelmatig. Op 8 februari 1973 zat hij de stichtingsvergadering van het Europees Verbond van Vakverenigingen (EVV) voor. Het is vanwege deze voortrekkersrol dat Debunne van 1982 tot 1985 voorzitter werd van het EVV. Vervolgens was hij tussen 1988 en 2003 nog voorzitter van de Europese federatie van gepensioneerden en ouderen (FERPA).
In 1988 publiceerde hij zijn herinneringen: Ik heb mijn zeg gehad. Memoires (Leuven, Kritak, 208 p.).
Ver de tachtig voorbij schreef Debunne nog een nieuw hoofdstuk bij in zijn loopbaan als Europees vakbondsleider. In het boekje 'Wanneer een sociaal Europa?' uit 2004, zette hij zich af tegen de politieke koers die de EU de voorgaande jaren op sociaal vlak vaarde. Toen zich het 'Verdrag tot vaststelling van een Grondwet voor Europa' aandiende, wees hij dit resoluut af wegens naar zijn mening te asociaal. In Frankrijk, waar het ontwerp voorlag bij een referendum, voerde hij campagne met het neen-kamp.
In België voerden Debunne samen met Jef Sleeckx en Lode Van Outrive gezamenlijk campagne voor een Vlaams referendum over het ontwerp voor een Europese Grondwet. Via het ophalen van 15.000 handtekeningen werd een hoorzitting afgedwongen in het Vlaams Parlement. Het was Sleeckx die de bevoegde commissie zou toespreken. In 2005 ontving hij de Prijs voor de Democratie voor deze inzet.
Naar aanleiding van het Generatiepact richtte Debunne, wederom met Sleeckx en Lode Van Outrive, het Comité voor een Andere Politiek (CAP) op. Dit comité moest uitgroeien tot een nieuwe linkse Belgische partij. Op 10 juni 2007 deed het CAP voor het eerst mee aan de federale parlementsverkiezingen in België. Debunne werd ook actief lid van de 15decemberbeweging, een organisatie die syndicalisten warm wil maken voor een links politiek alternatief.
In 2001 werd hij getroffen door een beroerte. Hij overleed in 2008, op 90-jarige leeftijd.

## Trivia
- In 2005 werd hij genomineerd voor de Vlaamse versie van De Grootste Belg. Hij eindigde op nr. 142, buiten de officiële nominatielijst.
- In de satirische strip Pest in 't Paleis (1983) door Jan Bosschaert en Guido van Meir werd hij gepersifleerd als "Georges Dedunne, deken van de bontmakers".

- Bibliothèque nationale de France: cb14509402j (data)
- Gemeinsame Normdatei: 11895038X
- International Standard Name Identifier: 0000 0000 7842 6715
- Library of Congress Control Number: n87881406
- Nederlandse Thesaurus van Auteursnamen: 07273373X
- Système universitaire de documentation: 079709311
- Virtual International Authority File: 7619847
- WorldCat: E39PBJrcmP6xfbk4tR8HXwMdcP

Gerelateerde onderwerpen: Vakbond · Vakcentrale · Syndicalisme · Sociale zekerheid · Arbeid · Werkloosheid